# Turanismo

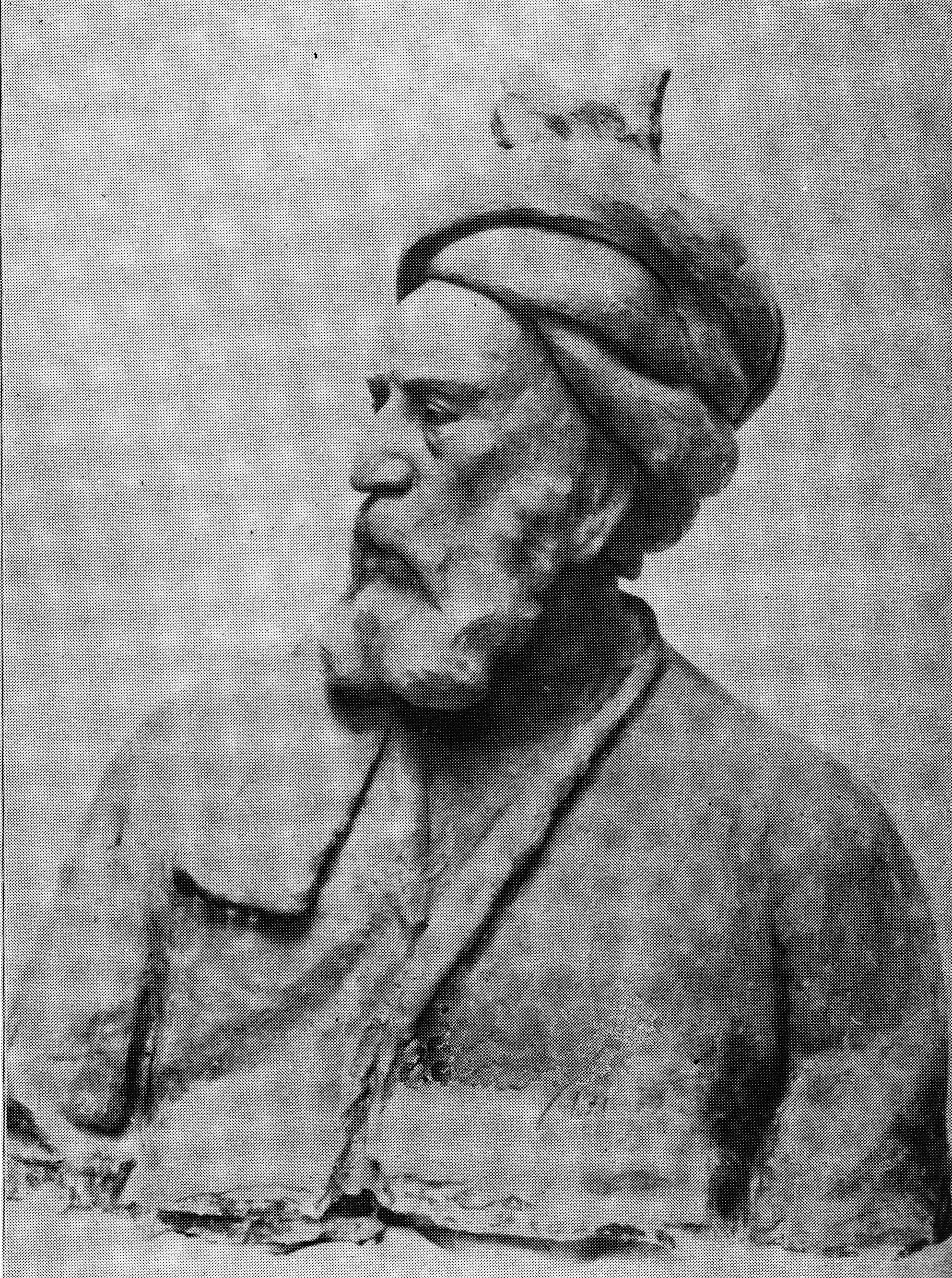
L'epopea Shahnameh di Ferdowsi, qui raffigurato, viene considerata un'antesignana del Turanismo

Il turanismo è un'ideologia nata nel XIX secolo tra Turchia, Ungheria e Germania ad opera di intellettuali magiari e ottomani , per promuovere l'unione e il "rinascimento" di tutti i popoli turanici, ovvero ugro-finnici (ugrici in particolare), turcomanni e mongoli.
Il termine si basa sul nome geografico del bassopiano turanico, posto tra gli attuali stati dell'Asia Centrale di Turkmenistan, Uzbekistan e Kazakistan, area da cui un tempo si credeva derivassero alcune lingue uralo-altaiche (in particolare le ugriche, le mongole e in alcune interpretazioni anche quelle coreane e giapponesi).

## Storia
L'idea panturanica affonda le sue origini in certe interpretazioni di fonti antiche di area eurasiatica.
Per esempio, secondo l'antica epopea dello Shahnameh di Ferdowsi, risalente a 1500 anni dopo l'Avestā, le tribù nomadiche dell'Asia centrale erano governate da un certo Tur/Turaj, primogenito dell'imperatore Fereydun, fratello di Iraj, presentato nel testo come capostipite dei Turchi, ovvero dei Turani.
Nel 1839 tra i Tartari della Russia fu fondata la Società Turanica, che più tardi fece la sua comparsa anche in Ungheria (con la Società Turanica, fondata nel 1910, e l'Alleanza Turanica, fondata nel 1920), e in Giappone (con l'Alleanza Turanica, del 1921, e la Società Turanica, degli anni '30).
Le idee panturaniche ricevettero una sistemazione ad opera di Ziya Gökalp, il cui influsso fu dominante nella cultura di quell'età.
Fino alla seconda guerra mondiale questa ideologia era assai diffusa soprattutto in Ungheria, Turchia e Giappone, dove ottenne appoggio politico a livello anche ufficiale.

### Nel XXI secolo
I sostenitori della preponderanza strategica della comunanza continentale eurasiatica, in Turchia, ricevono ancora un certo sostegno, sebbene tale idologia sia oggi minoritaria rispetto alla sua variante panturca, forte anche nel Caucaso (soprattutto Azerbaigian) e Asia Centrale (Uzbekistan, Turkmenistan, Kirghizistan, Kazakistan).
Il turanismo è ritenuto tra i maggiori capisaldi della dottrina di politica estera del presidente turco Recep Tayyip Erdoğan, assieme al panturchismo e al richiamo al passato storico dell'Impero ottomano. In particolare Erdoğan ha confermato la sua adesione e sostegno alla proiezione politico-militare di questa concezione dicendo: “Grazie al livello raggiunto in campo politico, economico e tecnologico, possiamo attuare le nostre politiche in un’ampia geografia che va dal Mediterraneo orientale all’Egeo, dal Mar Nero ai Balcani, al Caucaso e all’Africa”. Si tratta della dottrina del Mavi Vatan (Patria blu), con cui la Turchia aspira a diventare una potenza continentale - in quanto "rappresentante degli Stati turchici dell’Asia centrale  [...]  l’unica popolazione turchica ad avere un accesso al mare": essa induce "a prendere in considerazione anche il Mar Arabico, il Golfo Persico, il Mar Rosso e gli approdi all’Oceano Atlantico dalla parte del Mediterraneo occidentale, perché queste aree rappresentano la nostra periferia a livello geopolitico".
Da menzionare anche i "circoli del Vantan Partisi" (Il Partito della Patria), ultranazionalista di sinistra marxista, antioccidentale, che si batte per l’uscita della Turchia dalla Nato, il cui leader è Doğu Perinçek, ardente fautore dell’eurasianismo turco e  il partito turco detto Movimento Nazionale e i Lupi grigi (bozkurtlar in turco), questi ultimi divenuti famosi soprattutto dopo l'attentato a papa Giovanni Paolo II da parte del loro membro Ali Ağca.
In Europa, il turanismo è anche uno dei vettori ideologici della politica estera di Fidesz, il partito di governo dell'Ungheria guidato dal premier Viktor Orbán, che sulla scia di questa ideologia ha portato il Paese a approfondire i suoi legami con Ankara in diversi settori (energia, cultura, turismo, diplomazia, commercio, università) e ha effettivamente condotto il Paese a stabilire dei partenariati strategici ad Oriente, con il Giappone e gli Stati ex sovietici dell'Asia centrale.
Sempre in Ungheria da menzionare il partito ungherese di estrema destra Jobbik, mentre in Giappone il partito nazional-socialista giapponese Kokka Shakaishugi Nippon Rōdōsha-Tō.

## Studi di genetica antropologica
Spesso dai moderni studi genetici arrivano dati che danno nuovo impulso a vecchie teorie "panturaniche", sottolineando la presenza dello stesso aploide N3 nel cromosoma Y del DNA di Finni (70%), Jakuti (80%), Inuit dell'ovest (60%), Udmurti (53%), Buriati (47%), Sami (49%), Lituani (41%), Lettoni (35%), Evenchi dell'est (20%).

### Nomi "turanici"
Il nome femminile Turandot (Turandokht), famoso grazie all'opera pucciniana, è molto diffuso in Iran e Turchia e significa "figlia di Turan" in persiano.
Turanshah (Shah del Turan) è anche il nome del fratello di Saladino e del figlio di al-Salih Ayyub.
Anche Turaj (in Pahlavi Tuzh), il padre di tutti i popoli turanici, è un antroponimo assai diffuso in oriente.